# 오비오리촌
오비오리촌(帯織村)은 니가타현 미나미칸바라군에 설치되었던 촌이다.